# Anne Margrethe Hausken

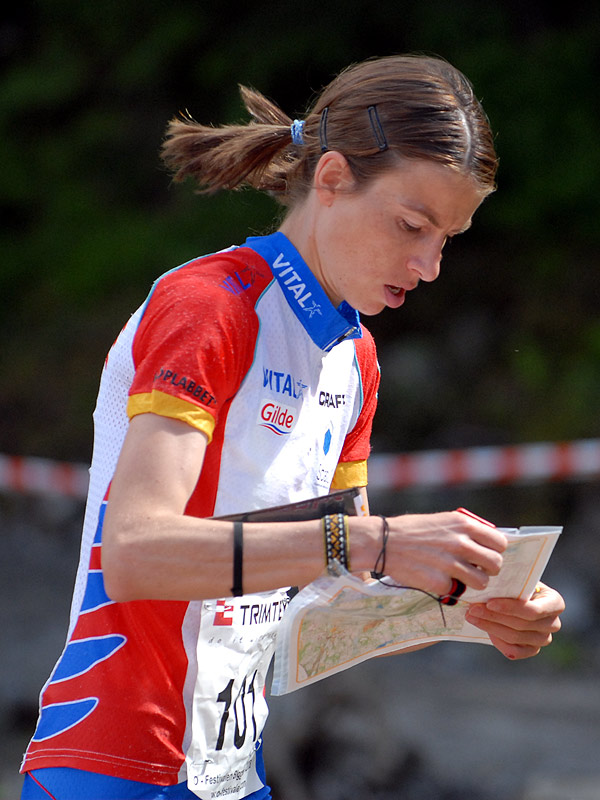
Anne Margrethe Hausken beim World Cup 2008 in Siggerud

Anne Margrethe Hausken Nordberg (* 23. Januar 1976 in Haugesund) ist eine norwegische Orientierungsläuferin.
Hausken wuchs auf der Insel Karmøy auf und stammt aus einer sportlichen Familie. Ihre ältere Schwester Veslemøy Hausken Sjöqvist war ebenfalls sportlich aktiv und mehrfache norwegische Meisterin in der Leichtathletik. Anne Margrethe Hausen lief 1998 ihre erste internationale Saison. Nach dem Jahr litt sie jedoch unter Erschöpfungserscheinungen, woraufhin sie sich zunächst wieder zurückzog. 2001 startete sie wieder mit konsequentem Training und 2002 und 2003 nahm sie wieder an internationalen Rennen und erstmals auch bei den Europa- und Weltmeisterschaften teil und konnte mit einer Bronzemedaille bei den Europameisterschaften im Sprint 2002 auch gleich einen ersten größeren Erfolg erzielen. 2005 in Japan wurde Anne Margrethe Hausken Vizeweltmeisterin im Sprint hinter Simone Niggli-Luder aus der Schweiz. Außerdem gewann sie in der Staffel mit Marianne Andersen und Marianne Riddervold ebenfalls eine Silbermedaille. Mit der norwegischen Staffel sollte sie bei Weltmeisterschaften später noch öfters Erfolg haben: 2007 gewann das Team Bronze, 2009 Gold und 2010 Silber. Bei Individualwettkämpfen gelang ihr 2008 der größte Triumph. Zunächst wurde sie bei den Europameisterschaften im lettischen Ventspils Europameisterin im Sprint und über die Langdistanz, bei den Weltmeisterschaften in Tschechien gewann sie ebenfalls Gold im Sprint. Nach diesen Erfolgen wurde sie auch Gesamtsiegerin des Weltcups 2008.
Hausken ist studierte Pharmazeutin. Die leidenschaftliche Klavierspielerin läuft für den norwegischen Verein Nydalens SK und ist Athletenbotschafterin der Entwicklungshilfeorganisation Right to Play. Hausken ist mit dem Orientierungsläufer Anders Nordberg verheiratet und hat drei Kinder.

## Platzierungen
| Weltmeisterschaften | Sprint | Mittel | Lang | Staffel |
| ------------------- | ------ | ------ | ---- | ------- |
| 2003 Rapperswil     | 6.     |        |      |         |
| 2004 Västerås       | 8.     | nq     |      |         |
| 2005 Aichi          | 2.     | nq     |      | 2.      |
| 2006 Aarhus         | 26.    |        | 6.   | 6.      |
| 2007 Kiew           | 10.    | 34.    | 4.   | 3.      |
| 2008 Olomouc        | 1.     | 25.    | 4.   | 6.      |
| 2009 Miskolc        | 7.     |        | 6.   | 1.      |
| 2010 Trondheim      |        | 8.     | 8.   | 2.      |
| 2012 Lausanne       | 25.    |        |      |         |

| Europameisterschaften | Sprint | Mittel | Lang | Staffel |
| --------------------- | ------ | ------ | ---- | ------- |
| 2002 Sümeg            | 3.     | 6.     | 15.  |         |
| 2004 Roskilde         | 5.     | 19.    | 11.  |         |
| 2008 Ventspils        | 1.     | 7.     | 1.   | 4.      |
| 2012 Falun            | dsq    | 9.     |      | 5.      |

| Gesamt-Weltcup | Gesamt-Weltcup |
| -------------- | -------------- |
| 1998           | 31.            |
| 2002           | 15.            |
| 2004           | 6.             |
| 2005           | 3.             |
| 2006           | 16.            |
| 2007           | 4.             |
| 2008           | 1.             |
| 2009           | 5.             |
| 2010           | 33.            |